# Larson Nunataks
Larson Nunataks är nunataker i Antarktis. De ligger i Västantarktis. Argentina och Storbritannien gör anspråk på området.